# Redlino
Redlino (deutsch Redlin) ist ein Dorf in der polnischen Woiwodschaft Westpommern. Es gehört zur Gemeinde Białogard (Belgard) im Powiat Białogardzki.

## Geographische Lage
Redlino liegt fünf Kilometer nordwestlich von Białogard und zwei Kilometer südöstlich von Karlino (Körlin) an der Woiwodschaftsstraße 163 Kołobrzeg (Kolberg) - Wałcz in der Flussniederung der Persante. Unweit der Stadt verläuft die Landesstraße 6 (= Europastraße 28) von Stettin nach Danzig.

## Geschichte
Bereits 1484 wird Redlin im Zusammenhang des Namens Bonin als Eigentümer eines Hofes erstmals urkundlich erwähnt. Seit 1695 ist auch der Name Molzahn und seit 1726 die Familie Hardt nachgewiesen. Alle drei Geschlechter waren bis 1945 in Redlin ansässig.
Im Jahre 1856 hatte der Ort 404 Einwohner bei 42 Wohnhäusern, 1 Schulhaus, 1 Armenhaus und 79 Wirtschaftsgebäuden. 1939 lebten 383 Bürger im Dorf, dessen Gemeindefläche 1349,2 Hektar umfasste. Die überwiegende Zahl der Einwohner lebte von der Landwirtschaft. Die Erträge ließen sich günstig in den Städten Belgard und Körlin vermarkten.
Redlin bildete bis 1945 mit Alt Lülfitz, Neu Lülfitz und Rostin den Amtsbezirk Lülfitz im Landkreis Belgard (Persante). Standesamtlich gehörte der Ort nach Roggow. Das zuständige Amtsgericht befand sich in Belgard. Letzte Bürgermeister vor 1945 war Erich Knop.
In den ersten Märztagen wurde Redlin von Truppen der Roten Armee besetzt. Ende 1945 begann die Vertreibung der einheimischen Bevölkerung. Redlin kam als Redlino zu Polen und ist heute ein Ortsteil der Landgemeinde Białogard.

## Kirche
Redlin gehörte bis 1945 zum Kirchspiel Körlin, das am 1. April 1931 dem Kirchenkreis Belgard zugeordnet worden war. Er war Teil der Kirchenprovinz Pommern in der Evangelischen Kirche der Altpreußischen Union.
Heute gehört Redlino zur Parafia Koszalin (Köslin) in der Diözese Pommern-Großpolen der polnischen Evangelisch-Augsburgischen Kirche.

## Schule
Bereits 1856 bestand in Redlin eine Schule.